# Dorine Stéphane Mambou
Dorine Stéphane Mambou (* 15. März 1985 in Kamerun) ist eine kamerunische Boxerin. Sie war 2019 Teilnehmerin der Afrikaspielen.

## Leben
Bei den Afrikaspielen 2019 in Rabat kam sie bis ins Halbfinale des Boxturniers in der Gewichtsklasse Federgewicht (unter 57 kg) und gewann die Bronzemedaille, sie unterlag Marine Camara, die für Mali startete.